# Jimmy Reyes
Jimmy Reyes Bautista (sinh ngày 10 tháng 6 năm 1983) là một cầu thủ bóng đá người Cộng hòa Dominica thi đấu ở vị trí tiền vệ cho Universidad O&M F.C. ở Liga Dominicana de Fútbol.

## Thống kê sự nghiệp

### Quốc tế
Tính đến trận đấu diễn ra ngày 23 tháng 3, 2013.
| Đội tuyển quốc gia | Năm  | Số trận | Bàn thắng |
| ------------------ | ---- | ------- | --------- |
| Cộng hòa Dominica  |      |         |           |
| 2008               | 1    | 0       |           |
| 2011               | 2    | 0       |           |
| 2012               | 4    | 0       |           |
| 2013               | 1    | 0       |           |
| Tổng               | Tổng | 8       | 0         |